# Kecamatan Palmatak
Kecamatan Palmatak är ett distrikt i Indonesien.   Det ligger i provinsen Kepulauan Riau, i den nordvästra delen av landet, 1 100 km norr om huvudstaden Jakarta. Kecamatan Palmatak ligger på ön Pulau Matak.